# Laodice del Pont
Laodice (en llatí Laodice en grec antic Λαοδίκη) era filla de Mitridates II del Pont, i esposa del general selèucida Aqueu, cosí i adversari de Mitridates.
De jova va créixer a Selge a Pamfília, sota la custòdia de Logbasis, un destacat ciutadà de Selge. Després es va casar amb Aqueu. Quan el seu marit va caure en mans d'Antíoc III el Gran l'any 214 aC, Laodice va quedar en possessió de la ciutadella de Sardes que va conservar per un cert temps però finalment, pels conflictes entre les seves mateixes forces, es va haver de rendir a Antíoc, segons diu Polibi.